# Heliophanillus metallifer
Heliophanillus metallifer är en spindelart som beskrevs av Wesolowska, van Harten 20. Heliophanillus metallifer ingår i släktet Heliophanillus och familjen hoppspindlar. Inga underarter finns listade i Catalogue of Life.